# Liste der Bodendenkmale in Barver
In der Liste der Bodendenkmale in Barver sind die Bodendenkmale der niedersächsischen Gemeinde Barver aufgeführt. Die Quelle ist der Denkmalatlas Niedersachsen.
- Bitte beachten Sie, dass diese Liste keinen Anspruch auf Vollständigkeit erhebt.
- Die Angaben ersetzen nicht die rechtsverbindliche Auskunft der zuständigen Denkmalschutzbehörde.
- Es sind nur Daten aus dem Denkmalatlas verarbeitet.
- Der Stand der Liste ist der 25. Mai 2025.

Barver im Landkreis Diepholz

## Allgemein
In den Spalten finden sich folgende Informationen des Bodendenkmales:
| Lage         | geographische Koordinaten                                                           |
| Bezeichnung  | Bezeichnung lt. Denkmalatlas                                                        |
| Beschreibung | Beschreibung lt. Denkmalatlas                                                       |
| ID           | Objekt-ID                                                                           |
| Bild         | Bild, ggf. zusätzlich mit Link zu weiteren Fotos im Medienarchiv Wikimedia Commons. |

## Barver
| Lage                        | Bezeichnung               | Beschreibung | ID       | Bild |
| --------------------------- | ------------------------- | --- | -------- | ---- |
| 52° 37′ 55″ N, 8° 32′ 46″ O | Barver 54, Niederungsburg | Nahezu quadratische bzw. rautenförmige Anlage, von Doppelgraben mit dazwischenliegendem Wall umgeben. Innenfläche weist nur sehr schwache 0,2 m hohe Erhebungen an ihrem Rand auf, die von einem Wall oder Gebäudeschutt stammen könnten. Zugang nicht erkennbar. Am Osteck einige in den letzten Jahrzehnten hier in den Graben geschüttete Vollbacksteine. Die Gesamtanlage misst ca. 54 × 55 m. Die Innenfläche misst 30 × 28 m, der innere Graben ist ein 6 m breiter und 0,8 – 1 m tiefer Sohlgraben. Der Wall hat eine Basisbreite von 3 – 5 m bei einer Höhe von 0,3 - 0,5 m. Der äußere Graben ist fast komplett verfüllt worden und bei 3 – 4 m Breite nur noch 0,1 – 0,2 m tief. Der an das Osteck anschließende innere Graben ist größtenteils verfüllt. Nach Nordwesten schließt sich ein Wölbacker an. | 49416203 | BW   |